# Törpedobálás
A törpedobálás egyfajta szórakoztató program, mely az 1980-as években kezdett népszerűvé válni az Amerikai Egyesült Államokban, különösen kocsmákban. A „játék” során párnázott védőfelszerelést viselő kis embereket dobálnak matracra vagy tépőzárral bevont falra, az győz, aki a legmesszebb tudja dobni a törpe növésű embert. A törpedobálás etikai kérdéseket is felvet, az emberi méltóság megsértése miatt több helyen be is tiltották, többek között Floridában és Franciaországban. Egyes politikusok és kis emberek szerint a kis embereknek joguk van „azt tenni a testükkel, amit akarnak”, míg mások szerint ez rossz példát mutat a törpe növésű fiataloknak, mert azt sulykolja beléjük, hogy a kis emberek csak ilyen megalázó munkákat kaphatnak. A törpedobálás a filmművészetben is megjelenik, látható például A Wall Street farkasa című alkotásban.